# Paulin Djorwé
Paulin Djorwé est un avocat et homme politique camerounais. Il est élu président national du parti politique du Mouvement démocratique pour la défense de la République le 3 décembre 2022.  
Il est sénateur à l'assemblée nationale du Cameroun depuis mars 2023. 

## Biographie
Paulin Djorwé est né au Cameroun. Il est originaire de la région de l'Extrême-Nord. 
Dès 2008, il est élu conseiller municipal au sein de la commune de Maroua 1er, et occupe cette fonction jusqu'en 2018. Il occupe la fonction de porte parole du parti au sein du Mouvement démocratique pour la défense de la République (MDR) pendant plusieurs années sous la présidence du fondateur du parti Dakolé Daissala. À la suite du décès de Dakolé Daissala le 9 août 2022, il est élu à la présidence du comité de transition du parti le 3 décembre 2022 à Maroua pour remplacer à la tête du parti son président fondateur, quelques mois après son décès,,. 
En 2023, il se présente aux élections sénatoriales du 12 mars 2023 dans la circonscription électorale de la région de l’Extrême-Nord, pour le compte du MDR,. Il ne remporte pas les élections.
Le 31 mars 2023, il est nommé sénateur de la région de l'Extrême Nord par décret présidentiel de Paul Biya. Il fait partie des 30 sénateurs à obtenir un siège par nomination du président, les 70 autres sénateurs étant élus au suffrage indirect.

## Controverses à la présidence du parti
Il est destitué de la tête du parti lors d'un congrès extraordinaire tenu en décembre 2023 et remplacé par Tigana Dassi Daissala, fils de Dakolé Daissala,. En effet, en  janvier 2024, dans une correspondance adressée au cabinet civil, le ministre de l'administration territoriale Paul Atanga Nji fait connaître que c’est Daïssala Tigana Tassi qui est le nouveau président du MDR et que ce dernier aurait pris la tête du parti à l’issue d’une convention nationale extraordinaire organisée le 17 décembre 2023. Paulin Djorwe promet d’utiliser toutes les voies légales pour contester cette décision qu'il qualifie de « nomination ». 
En janvier 2024, Paulin Djorwé saisit le Tribunal de Grande Instance du Mfoundi pour tenter de faire annuler la Convention extraordinaire nationale qui l'avait destitué.

## Vie associative
En 2017, il est le président régional de la Fédération de lutte traditionnelle africaine.